# Grań Panorama

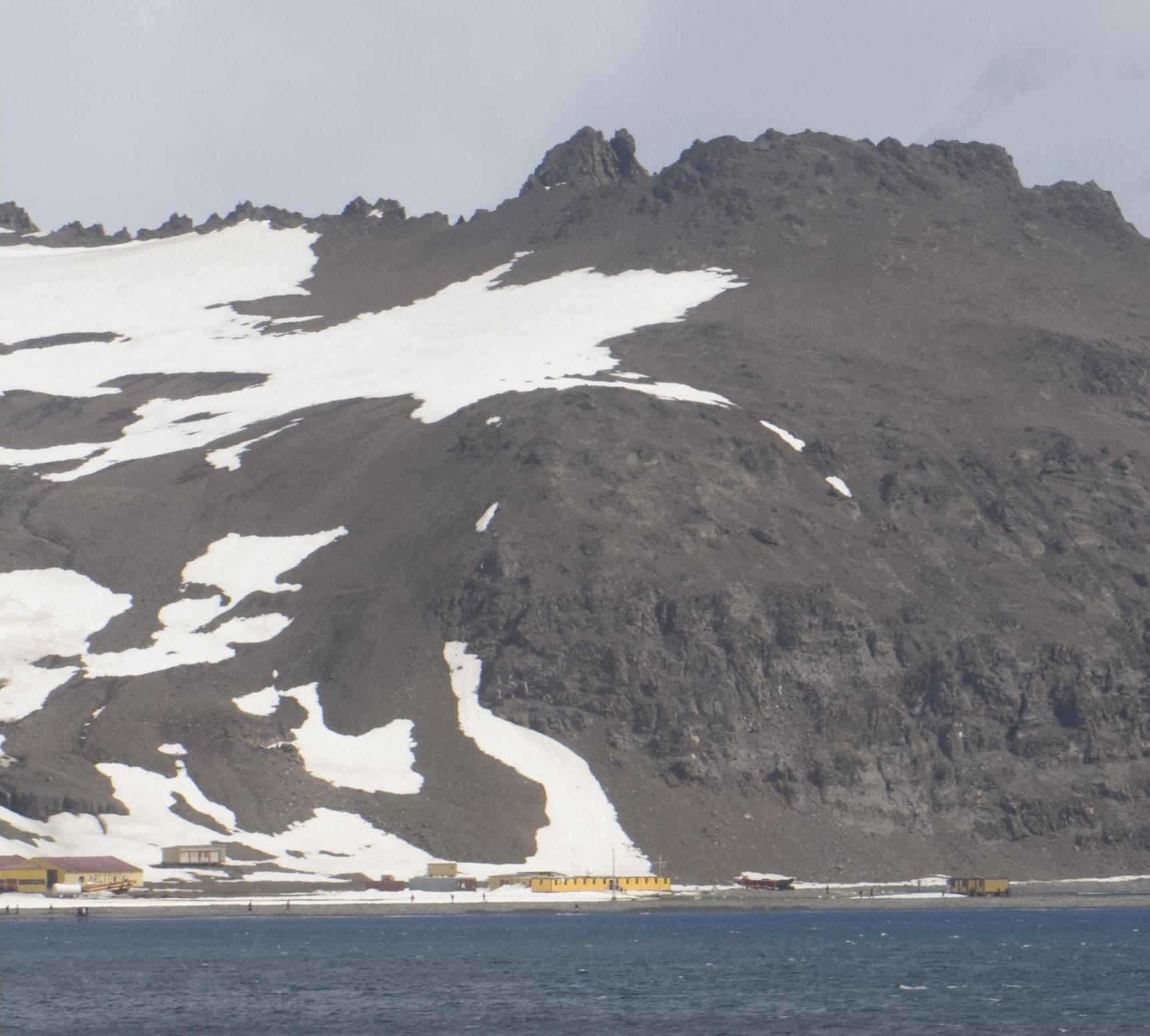
Widok na północno-wschodnią część Grani Panorama z Zatoki Admiralicji

Grań Panorama (ang. Panorama Ridge) – grzbiet górski na Wyspie Króla Jerzego. Rozciąga się wzdłuż wybrzeża fiordu Ezcurra w Zatoce Admiralicji na odcinku od przylądka Point Thomas (173 m n.p.m.) na północnym wschodzie do szczytu Jardine Peak (225 m n.p.m.) na południowym zachodzie. Przy przylądku Point Thomas kończy się wysokim na 120 metrów klifem Krzesanica. Po południowo-wschodniej stronie grzbietu rozpoczynają swój bieg Potok Obserwacyjny i Potok Geografów.
Z Grani Panorama rozciąga się widok na fiord Ezcurra i Zatokę Admiralicji z położoną na jej wybrzeżu Polską Stacją Antarktyczną im. Henryka Arctowskiego.